# 메르세데스-벤츠 CLA
메르세데스-벤츠 CLA  (Mercedes-Benz CLA)는 다임러 AG가 제조하여 메르세데스-벤츠 브랜드로 판매하는 승용차이다.

## 1세대(C117)

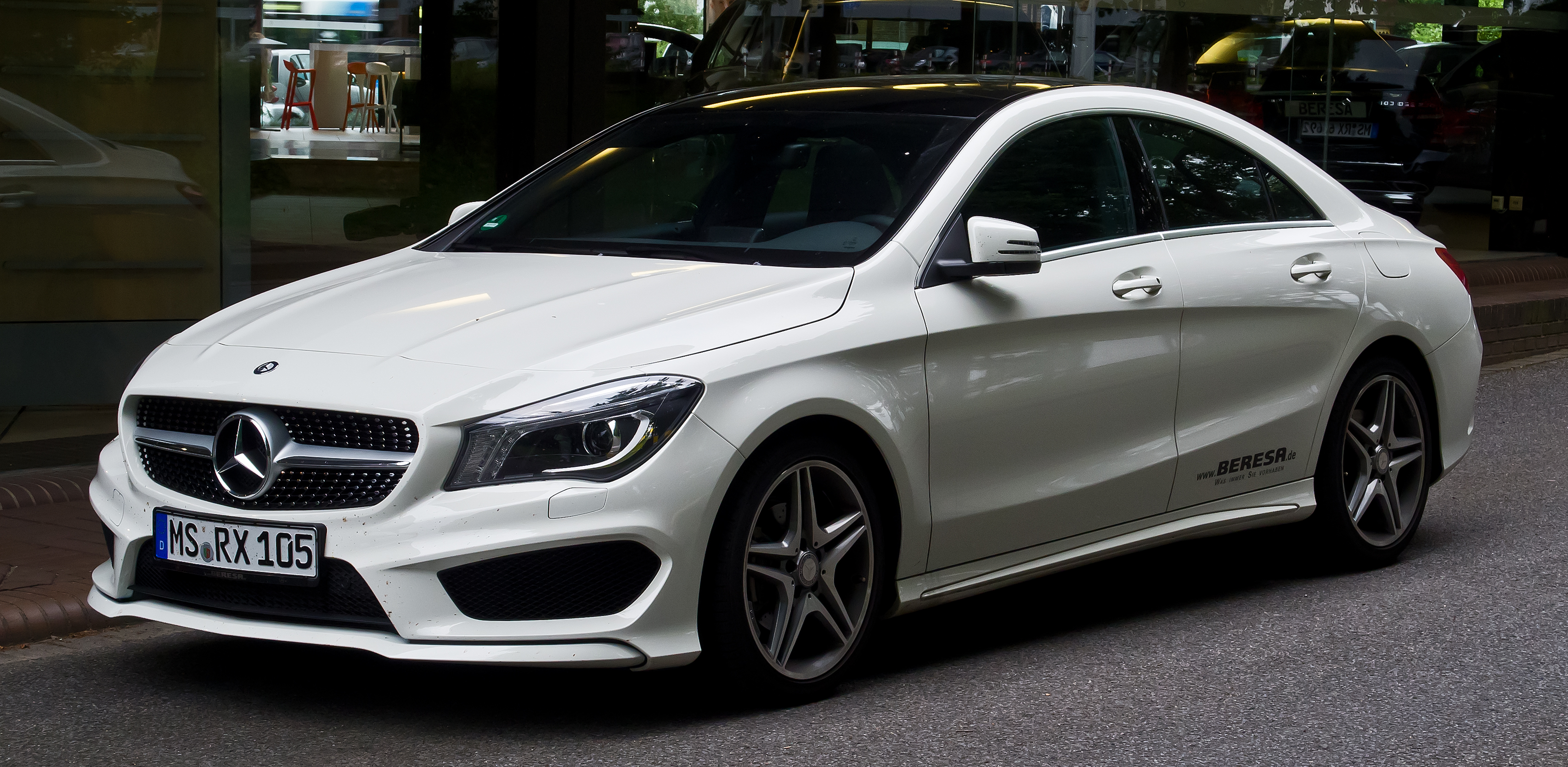
메르세데스-벤츠 CLA 정측면

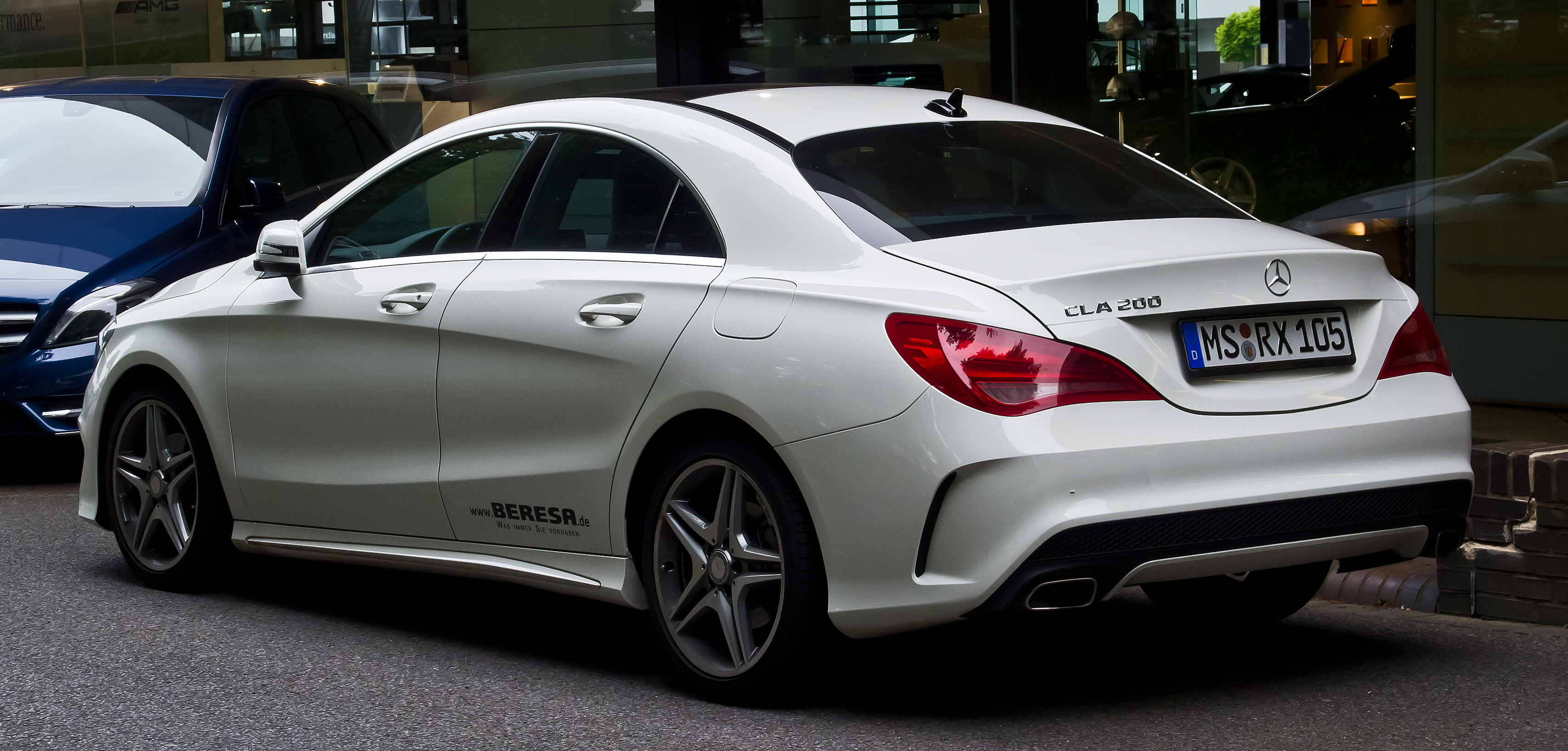
메르세데스-벤츠 CLA 후측면

2013년 1월에 개최된 디트로이트 모터쇼에서 처음 선보인 CLA  는 MFA 플랫폼을 통하여 개발되었으며, 2012년 4월에 개최된 베이징 모터쇼에서 선보였던 컨셉트 스타일 쿠페의 양산형이다. 속도감이 느껴지는 사이드 캐릭터 라인을 비롯하여 낮은 루프 라인, 리어 램프의 디테일 등은 CLS 클래스의 디자인 요소를 이어 받았다. 이를 통하여 공기 저항 계수(Cd)는 0.22를 실현하였다. 인테리어 소재로 알루미늄 트림과 피아노 블랙 트림이 쓰였고, 듀얼 존 공조 장치와 하만카돈 사운드 시스템 등이 적용되어 고급스러움을 구현하였다. 2016년에 페이스리프트를 거쳤다.

## 2세대(C118)
2018년에 미국 라스베이거스 CES에서 공개되었다. A클래스의 내부 디자인과 CLS의 외관을 융합하였으며, 이로 인해 사람들이 베이비 CLS, 미니 CLS 등등 별명으로 부른다. 1세대가 지나치게 급격히 떨어지는 루프라인으로 가분수 디자인이라는 평을 들었던 것 대비 유려하게 떨어지는 루프라인으로 디자인에 대해서는 굉장히 호평받고 있다. 대한민국에서는 2020년 2월 12일에 출시되었으며, 두달 뒤 대한민국 수입차 판매 순위 8위(705대)를 기록하였다. 그 해 하반기에는 CLA AMG의 최상위 모델인 CLA 45 S를 국내에 들여왔다. 해외에는 35, 45, 45 S 등이 존재하는데, 우리나라는 이 두 모델(35, 45) 대신에 A클래스 AMG 세단(A35), A클래스 AMG 해치백(A45), CLA 45 S로 차종 별로 등급을 나눠서 출시하였다. 근데 정작 미국에서는 C63 AMG랑 가격이 비슷해서 45 S보다 중위 등급인 45 AMG를 출시하였다

## 경쟁 차량
- BMW - 2 시리즈
- 아우디 - A3